# Ettore Fiorini
Ettore Fiorini (Verona, 19 aprile 1933 – Milano, 9 aprile 2023) è stato un fisico italiano.

## Biografia
Ettore Fiorini era figlio di Enoch Fiorini, uno dei fondatori della Società di endoscopia e primo cugino del fisiologo Enoch Peserico. Fu professore emerito all'Università degli Studi di Milano Bicocca, dove insegnò per anni Fisica nucleare e subnucleare. Il suo campo di ricerca principale fu lo studio delle interazioni deboli.
Negli anni '70 del secolo scorso collaborò con André Lagarrigue per creare il rivelatore Gargamelle, una grande camera a bolle al Cern con cui furono scoperti nel 1973 i primi eventi di correnti deboli neutre in interazioni di neutrino. Nel 2009 la Società Europea di Fisica ha assegnato il premio EPS High Energy and Particle Physics Prize ai ricercatori che avevano partecipato all'esperimento. La scoperta,considerata una delle più importanti del Cern, ha aperto la strada agli inizi degli anni '80 alla ricerca che avrebbe portato il premio Nobel a Carlo Rubbia.
Realizzò il primo esperimento sul decadimento beta doppio di Ge-76 con diodi di germanio e diresse il gruppo di ricerca Nusex nel laboratorio situato nel Traforo del Monte Bianco. Il Nusex determinò i limiti della durata di vita dei nuclei, portando risultati innovativi sul componente penetrante dei raggi cosmici.
Contribuì alla realizzazione dell'esperimento Gallex (Gallium experiment) nei Laboratori Nazionali del Gran Sasso (LNGS) con essenziali risultati nello studio delle interazioni dei neutrini solari, ricavati da catene protone-protone. Si dedicò alla costruzione di un apparecchio termico per investigare la durata di vita dei raggi a lunga vita. Con il suo gruppo realizzò quella serie di cristallo di TeO2 al Gran Sasso  adatta per ricerche sulla durata di vita dei raggi beta doppi, delle materie nere e delle assioni solari. Studiò lo sviluppo di microbolometri per la spettroscopia con raggi X e la durata di vita del Re-187 che potrebbe contribuire alla misurazione della massa dell'antineutrino. I risultati da lui conseguiti sull'energia di transizione e sulla durata di vita dei nuclei sono quelli più precisi finora mai ottenuti al livello mondiale.
Il 13 marzo 1986 divenne socio dell'Accademia delle scienze di Torino.

## Studi
- Ettore Fiorini, Il *mondo subnucleare: la *fisica delle particelle / presentazione di Piero Caldirola ed Ettore Fiorini. - Milano : Le Scienze, 1977. - 231 p. : ill. ; 29 cm. ((In cop.: Edizione italiana di Scientific American.
- Ettore Fiorini and Tapio Niinikoski: Low Temperature Calorimetry for Rare Decays - Nuclear Instrum. and Methods 224 (1984)
- Ettore Fiorini : The possible impact of thermal detectors in nuclear and subnuclear physics. Invited paper to the workshop on low temperature devices for detection of neutrinos and dark matter, Rinberg, March 11-14,  (Springer - Verlag, Berlin-Heidelberg 1987)
- Materia e antimateria / a cura di Ettore Fiorini e Andrea Giuliani; contributi di R.K. Adair [et.al.]. - Milano : Le Scienze S.p.A., 1989
- Fiorini, Ettore, I neutrini solari e l'esperimento Gallex, "Il nuovo saggiatore", 2, 1986
- Ettore Fiorini, Introduzione ad Enrico Fermi, di Bruno Pontecorvo, Edizione Studio tesi, 1993.
- Ettore Fiorini, "Low Temperature detectors: yesterday, today, tomorrow". In: Nucl. Instrum. and meth., A 520.(2004).
- Ettore Fiorini, Weak Interactions in Cryogenic Particle Detection, Ed. C. Enns, Springer Verlag (Germany), vol. 99, n. 453. (2005).
- Ettore Fiorini, C. Arnaboldi et al. "New limit on neutrinoless double beta decay of Te-130, Phys.Rev.Lett., vol. 95, n. 14. (2005)
- Ettore Fiorini, "Experimental prospects of Neutrinoless double beta decay". In: Physica Scripta, vol. 121, n. 86. (2005).

## Riconoscimenti
- Nel 1981 gli è stato conferito il Premio Feltrinelli dall'Accademia Nazionale dei Lincei.[7]
- Nel 2007 Ettore Fiorini ha vinto il Premio Enrico Fermi della Società Italiana di Fisica per il "suo contributo alla scoperta delle correnti deboli neutre e allo studio dei neutrini solari". Con motivazioni differenti, gli altri due vincitori del Premio assegnato nel 2007 sono stati Milla Baldo Ceolin e Italo Mannelli.[8]
- Nel 2012 è stato insignito del Premio Bruno Pontecorvo dal Joint Institute for Nuclear Research.[9]